# Papil·la lingual
Les papil·les linguals són petites estructures de la superfície superior de la llengua que li donen la seva característica textura rugosa. Els quatre tipus de papil·les de la llengua humana tenen estructures diferents i, per tant, es classifiquen en caliciformes, fungiformes, filiformes i foliades. Totes, excepte les papil·les filiformes, estan associades amb les papil·les gustatives.